# El inquisidor
El Inquisidor és un film argentí-peruà de terror dirigit per Bernardo Arias el 1975. Fou projectat com a part de la secció oficial del X Festival Internacional de Cinema Fantàstic i de Terror de Sitges.

## Argument
Una sèrie de misteriosos assassinats de joves senyoretes a la ciutat de Lima és investigada per la policia local. El curiós del cas és que les noies són cremades vives... L'assassinat d'un xofer amb una vella arma medieval, una daga en forma de creu, posa en guàrdia als investigadors: El Sant Ofici ha tornat.

## Repartiment
- Elena Sedova
- Olga Zubarry
- Duilio Marzio
- María Aurelia Bisutti
- Jorgelina Aranda
- Rosalinda Bocanegra
- Mario Savino

## Comentaris
És notable per la seva escenes de sexe i torturas, va ser prohibit per la censura argentina en 1975 i només va arribar a veure's una dècada després amb el títol El fuego del pecado. Va ser editada en VHS i projectada en TV. Es va projectar al IV festival Buenos Aires Rojo Sangre el 2003.